# Valmeyer
Valmeyer – wieś w Stanach Zjednoczonych, w stanie Illinois, w hrabstwie Monroe.